# Adolf Wriggers
Adolf Henry Wriggers (* 27. April 1896 in Hamburg; † 30. November 1984 ebenda) war ein deutscher Maler und Grafiker, der hauptsächlich im Stil des Impressionismus arbeitete.

## Leben

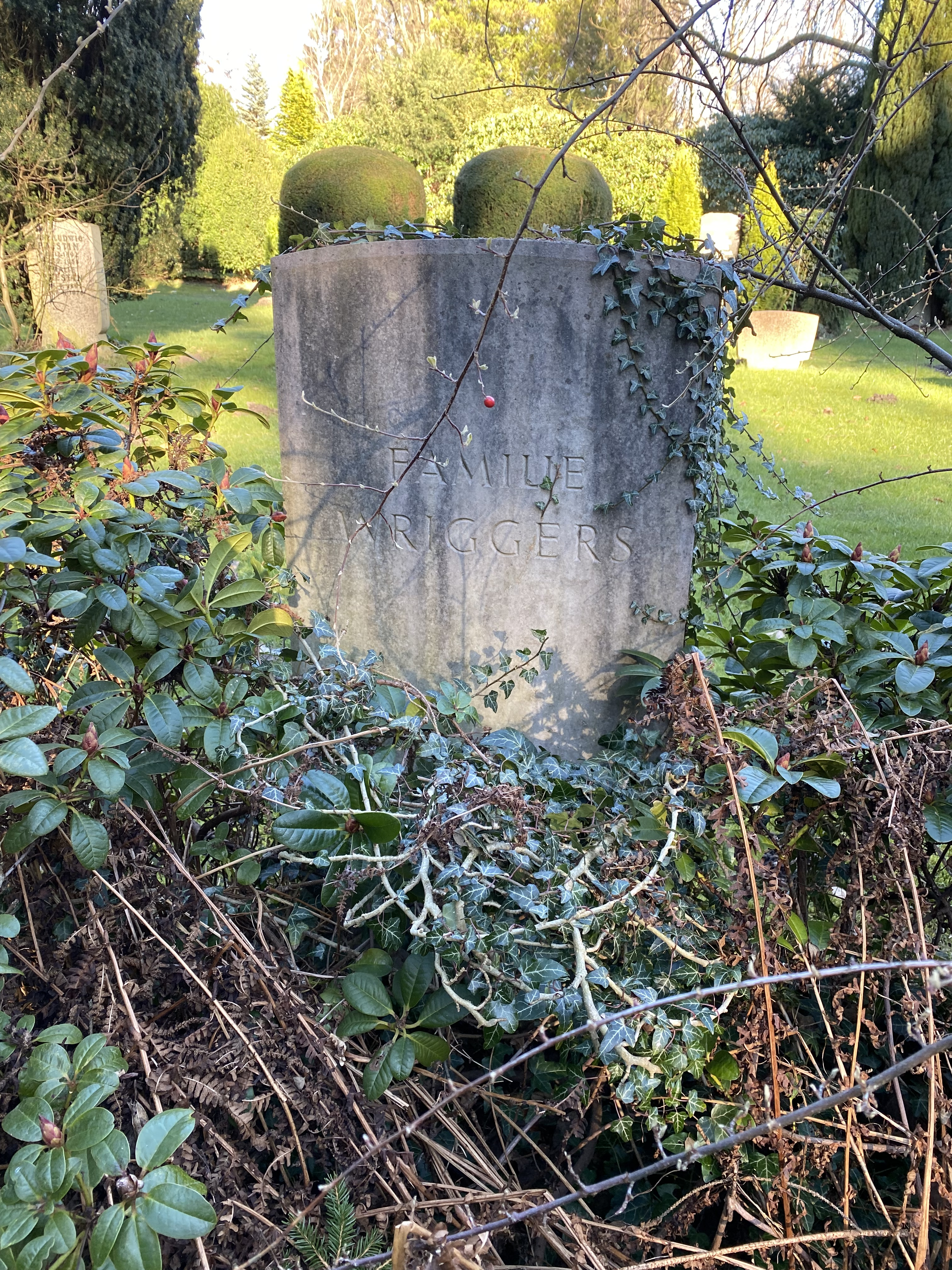
Grabstätte auf dem Friedhof Ohlsdorf

Adolf Wriggers erlernte das Malerhandwerk. 1913 erhielt er ein Stipendium für die Kunstgewerbeschule Hamburg bei Julius Wohlers.
Er war vor 1914 in der Sozialistischen Arbeiter-Jugend (SAJ) und der Sozialdemokratischen Partei Deutschlands (SPD) politisch aktiv und trat 1918 in die Kommunistische Partei Deutschlands (KPD) ein. Wegen eines Gehörschadens wurde er 1915 bis 1918 im Kriegsdienst als Kutscher in Ostpreußen eingesetzt und setzte danach seine Ausbildung an der zwischenzeitlich so umbenannten Landeskunstschule bei Carl Schroeder fort. Ab 1919 lebte er freischaffend in Hamburg.
Während der Zeit des Nationalsozialismus wurde er mehrfach inhaftiert und zeitweise in Schutzhaft genommen, zunächst 1934 mit acht Monate Haft in Fuhlsbüttel, dann erneute Verhaftung am 7. Dezember 1939 und Verurteilung zu einem Jahr Zuchthaus. Er war befreundet mit Hans Conrad Leipelt und seiner Mutter Katharina Leipelt. Wriggers unterstützte die Widerstandsaktivitäten der Weißen Rose Hamburg. 1949 gründete er mit einigen anderen Künstlern den Kleinen Hamburger Künstlerring. Wrigges war 1953 mit zwei Ölgemälden auf der 3. Deutschen Kunstausstellung in Dresden vertreten.
1956 verlor er bei einer Operation ein Auge, erblindete zunehmend, bis er 1968 vollends erblindete. In dieser Zeit wurden die Formen und Motive seiner Werke zunehmend vergröbert. Bereits in den 1920er Jahren und dann erneut ab 1950 hatte er sich mit Holzschnitten und Radierungen befasst, hauptsächlich malte er im impressionistischen Stil, auch in kleinformatigen Arbeiten. Sein Sujet war häufig der Hamburger Hafen, was ihm den Beinamen „Hafenmaler“ eintrug, auch Industrielandschaften und Landschaftsmalerei in Öl und Aquarell.
Adolf Wiggers starb im November 1984 in seiner Heimatstadt Hamburg und wurde auf dem Friedhof Ohlsdorf beigesetzt. Die Grabstätte im Planquadrat Q 29 nördlich von Kapelle 10 ist heute verwaist.